# Взрыв моста Вансборо (1915)
Взрыв моста Вансборо в 1915 году — попытка немецкого диверсанта уничтожить железнодорожный мост Сен-Круа — Вансборо 2 февраля 1915 года.
Мост пересекал реку Сент-Круа между пограничными городами Сент-Круа в канадской провинции Нью-Брансуик и Вансборо в американском штате Мэн. Во время попытки диверсии в 1915 году мост находился в совместном владении и управлении Канадской тихоокеанской железной дороги и Центральной железной дороги штата Мэн.
Взрыв был спланирован Францем фон Папеном и исполненный Вернером Хорном. Бомба не смогла разрушить мост, но сделала его небезопасным для использования. Взрывом были выбиты окна в близлежащих зданиях в Сент-Круа и Вансборо.

## Предыстория
В 1915 году США всё ещё занимала нейтральную позиция в Первой Мировой войне. Канадской тихоокеанской железной дороге было запрещено перевозить любые военные грузы или войска на территорию Соединённых Штатов или через неё. После вступления Японской империи в войну в 1914 году на стороне Антанты Германия стала опасаться, что она может послать войска на Западный фронт через Тихий океан и Канаду. Германское правительство было убеждено, что это произойдет, и приказало прервать работу канадской железнодорожной системы.
Вернер Хорн был лейтенантом резерва германской армии и работал управляющим кофейной плантацией в Гватемале. Узнав о начале войны, он покинул плантацию, намереваясь вернуться в Германию, однако не смог отбыть из-за британской блокады в Северном море.
26 декабря 1914 года Хорн отправился в Новый Орлеан, а затем вернулся в Нью-Йорк, где остановился в отеле «Ариетта». Там он познакомился с Францем фон Папеном, военным атташе германского посольства в Вашингтоне. Фон Папен искал диверсантов и считал, что Хорн был идеальным кандидатом. Фон Папен объяснил Хорну, что взрыв будет рассматриваться в Германии как акт мужества и доблести и что при этом никто не будет убит. В то время мост активно использовался, и существовала большая вероятность, что во время взрыва по нему будет проходить поезд. За взрыв железнодорожного моста Хорну заплатили 700 долларов .

## Взрыв
Хорн выехал из Нью-Йорка в Бостон 29 января 1915 года с чемоданом динамита. Позже вагон Хорна был переведен на Центральную железную дорогу штата Мэн и на следующий день Хорн прибыл в пограничный городок Вансборо. По прибытии Хорн зарегистрировался в отеле. По меньшей мере трое жителей Вансборо сообщили о его подозрительном поведении Хорна, когда он прятал чемодан в куче дров и обследовал окрестности моста, иммиграционному инспектору. Инспектор допросил Хорна в гостинице, и Хорн заверил его, что он всего лишь датский фермер, желающий приобрести землю в этом районе. Следующие два дня Хорн провел, не выходя из номера и наблюдая за оживленным движением поездов на мосту, чтобы определить расписание поездов.
В ночь на понедельник, 1 февраля 1915 года, Хорн выписался из отеля, заявив, что этим же вечером садится на поезд. Очевидно, он переоделся в немецкую военную форму, чтобы избежать обвинения в шпионаже и, возможно, казни, прежде чем отправиться к железнодорожному мосту после полуночи.
При установке взрывчатки на мосту Хорна два раза прерывал поезд. Не желая кого-то убить, он дождался часа ночи, а затем изменил время до взрыва с пятидесяти минут до трех. Хорн зажег фитиль сигарой и смог добраться до отеля, прежде чем динамит взорвался. В 1:10 утра во вторник, 2 февраля 1915 года, бомба взорвалась, выбив окна в Вансборо и Сент-Круа. Некоторые балки на мосту были погнуты, но повреждения были относительно незначительными.
У Хорна были обморожены руки, и хозяин отеля разрешил ему вернуться на ночь. Железнодорожная служба осмотрела мост на следующее утро и обнаружили, что повреждения были незначительными, и мост был выведен из строя всего на несколько дней.

## Арест и обвинение
Шериф Вансборо вместе с двумя канадскими полицейскими провинции Нью-Брансуик задержали Хорна в отеле. Хорн, как сообщается, переоделся в свою немецкую военную форму, чтобы избежать ареста как шпиона, и сдался американским властям. Поскольку бомба взорвалась на канадской стороне моста, единственным обвинением, которое Соединённые Штаты могли первоначально выдвинуть против Хорна, чтобы задержать его, было обвинение за разбитые окна в Вансборо.
Вскоре после этого Хорн был переведен в тюрьму в Мачайасе. Хорн был допрошен Бюро расследований в течение нескольких дней и подписал признание с изложением фактов, в котором он раскрыл детали своего преступления.
Хорн предстал в окружном суде округа Массачусетс и был обвинен 2 марта 1915 года в перевозке взрывчатых веществ на поезде, в котором находились люди. Он был приговорен к 18 месяцам наказания в федеральной тюрьме Атланты в штате Джорджия.
После отбывания наказания в США, Хорн был перевезен в Канаду в октябре 1919 года и предстал перед судом. Он был признан виновным и приговорен к 10 годам лишения свободы. Канадские тюремные власти признали Хорна невменяемым в июле 1921 года, когда он был освобожден и депортирован в Германию. На самом деле он страдал от запущенной стадии сифилиса.